# Anna Claypoole Peale

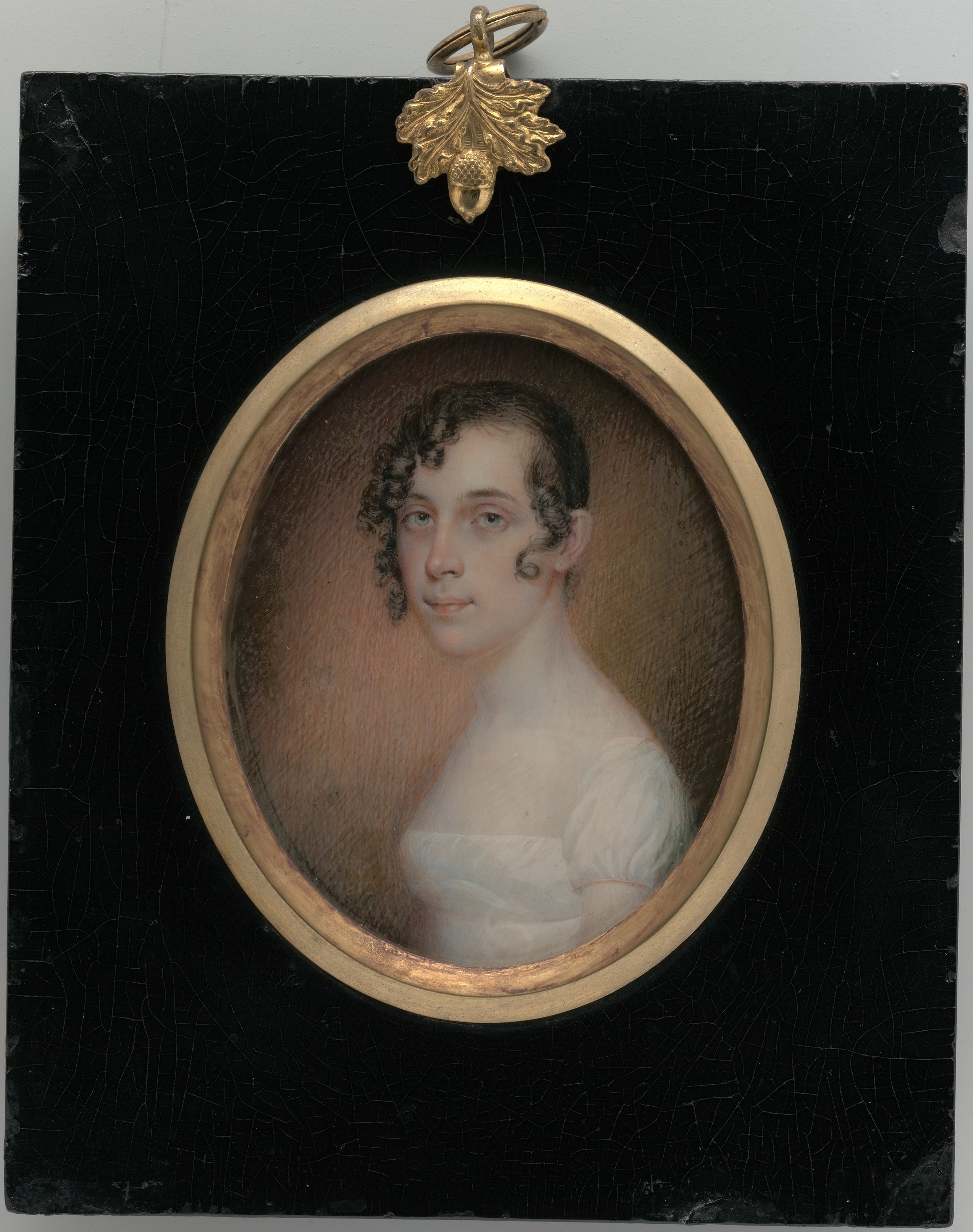
James Peale: Anna Claypoole Peale (1812). Metropolitan Museum of Art, New York City

Anna Claypoole Peale (* 6. März 1791 in Philadelphia, Pennsylvania, USA; † 25. Dezember 1878 ebenda) war eine US-amerikanische Miniaturmalerin, Porträt-, Stillleben- und Aquarellkünstlerin. Sie zählt zu den ersten Berufskünstlerinnen in der amerikanischen Kunstgeschichte. Sie war Mitglied der Peale-Familie.

## Leben
Anna Claypoole Peale wurde am 6. März 1791 in Philadelphia als Tochter des Malers James Peale und Mary Chambers Claypoole geboren. Sie wuchs in der renommierten Künstlerfamilie der Peales auf. Bereits im Alter von vierzehn Jahren kopierte sie Ölgemälde des französischen Malers Claude-Joseph Vernet, die sie auf einer Auktion erfolgreich verkaufte. Ab etwa 1807 wurde sie von ihrem Vater in der Miniaturmalerei ausgebildet und arbeitete zudem an Hintergründen und Details seiner Porträts mit. Ihre erste Ausstellung bei der Pennsylvania Academy of the Fine Arts war 1811 ein Stillleben, 1814 folgte eine Gruppenausstellung von Miniaturen. 1818 und 1819 reiste sie mit ihrem Onkel Charles Willson Peale nach Washington D.C., wo sie Porträts prominenter Persönlichkeiten wie James Monroe und Andrew Jackson malte. Sie nahm Aufträge in Philadelphia, Baltimore, Boston und New York an und baute sich eine eigene Kundschaft auf. 1824 wurde sie gemeinsam mit ihrer Schwester Sarah Miriam Peale als eine der ersten Frauen zum Mitglied (Academician) der Pennsylvania Academy of the Fine Arts gewählt.
Im August 1829 heiratete Anna den Reverend Dr. William Staughton. Dieser starb jedoch bereits im Dezember desselben Jahres, woraufhin sie nach Philadelphia zurückkehrte und ihre Karriere fortsetzte. 1841 heiratete sie General William Duncan und zog sich bald darauf von der Miniaturmalerei zurück. Sie ließ sich in Philadelphia nieder und verstarb dort am 25. Dezember 1878 im Alter von 87 Jahren. Sie hatte keine eigenen Kinder.

## Werk

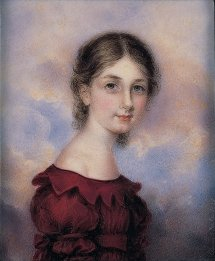
Anna Claypoole Peale: Marianne Beckett (1829). Cincinnati Art Museum

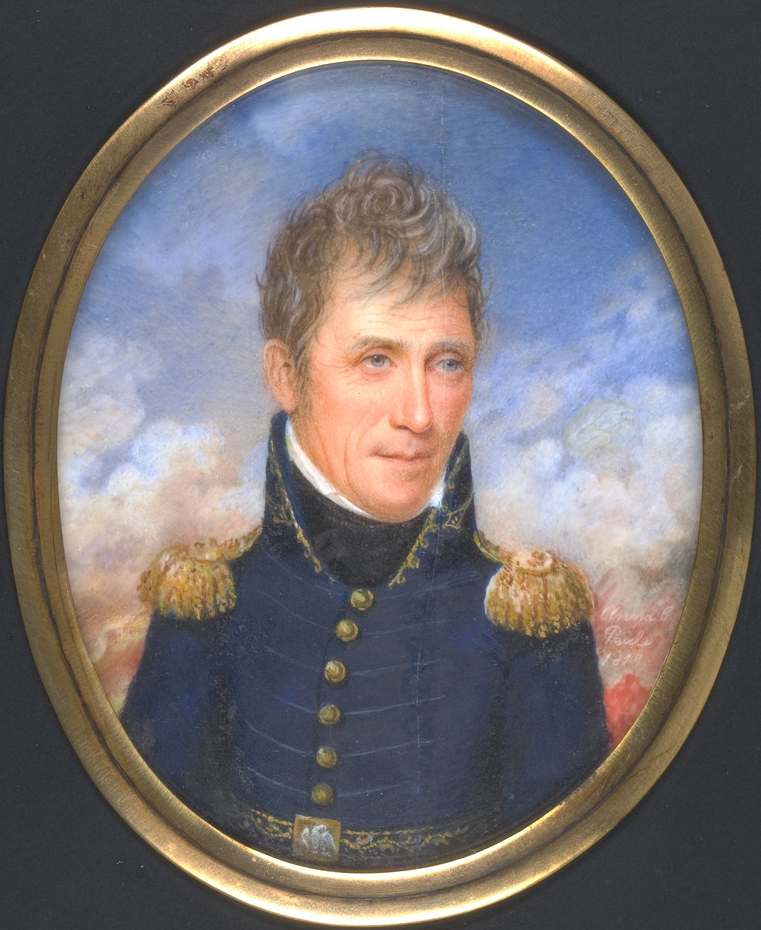
Anna Claypoole Peale: Andrew Jackson (1819). Yale University Art Gallery

Anna Claypoole Peale spezialisierte sich auf Miniaturporträts in Aquarell auf Elfenbein und schuf im Laufe ihres Lebens mehr als zweihundert dieser Werke. Ihre Arbeiten zeichnen sich durch lebendige, satte Farben, präzise Detailarbeit und eine sorgfältige anatomische Modellierung aus. Im Vergleich zur oft pastelligen Malweise ihres Vaters James Peale zeigen ihre Werke eine stärkere Farbintensität und realistischere Hauttöne. Sie malte Porträts von national bekannten Persönlichkeiten, Stillleben und gelegentlich Ölporträts. Ihr Stil wurde durch den Unterricht im Familienkreis – maßgeblich durch ihren Vater – sowie durch den Einfluss ihres Onkels Charles Willson Peale geprägt. Besonders typisch für sie sind die filigranen Miniaturen aus den späten 1810er und 1820er Jahren, wie das Porträt Madame Lallemand, das sich durch sanfte Farbtöne auszeichnet. Ihr Erfolg war so groß, dass ihr Onkel ihr riet, ihre Preise zu erhöhen, da die Nachfrage das Angebot überstieg. Seine Empfehlung trug zu ihrer prominenten Stellung in der amerikanischen Miniaturmalerei bei. Ab Mitte der 1840er Jahre arbeitete sie wegen nachlassender Sehkraft weitgehend nicht mehr. Möglicherweise malte sie weiterhin Stillleben in Öl, doch nur wenige Ölgemälde lassen sich ihr eindeutig zuschreiben.